# SpiceJet
SpiceJet — индийская бюджетная авиакомпания со штаб-квартирой в Гургаоне. Совершает внутренние и международные рейсы. По состоянию на май 2025 года помимо внутренних перелетов компания совершает рейсы в Афганистан, Бангладеш, Вьетнам, Грузию, Египет, Израиль, Индонезию, Италию, Катар, Ливан, Мьянму, Непал, США, Таиланд, Шри-Ланку, ОАЭ и Саудовскую Аравию.
В мае 2018 года на долю SpiceJet приходилось 12.3% внутренних пассажирских перевозок Индии (1.5 миллиона пассажиров). 
За 2024 год SpiceJet перевезла 16.13 миллиона пассажаров (в 2023 — 15.2 миллиона).

## Флот
В августе 2021 года флот SpiceJet состоял из 97 самолетов, средний возраст которых 10,1 лет:

## Происшествия
7 ноября 2014 года во время взлета в международном аэропорту Дели Боинг-737 врезался в буйвола. Никто не пострадал.